# Puente de Isabel II
Die Puente de Isabel II, umgangssprachlich meist Puente de Triana, ist eine Straßenbrücke im spanischen Sevilla, die die Altstadt über den Altarm (Dársena del Guadalquivir) des früher dort verlaufenden Guadalquivir hinweg mit dem gegenüberliegenden Stadtteil Triana verbindet.
Sie war Sevillas erste feste Brücke über den Guadalquivir und ist die älteste, noch erhaltene eiserne Brücke Spaniens.

## Lage
Die Puente de Isabel II verbindet die Calle Reyes Catolicos in der Altstadt mit der Plaza del Altozano und der Calle San Jacinto in Triana. Die Brücke endet in Triana unmittelbar neben der 1927 eingeweihten Capilla del Carmen und dem Museo del Castillo de San Jorge, das auf den Ruinen einer im 10. Jahrhundert von Abu Yaqub Yusuf I., Kalif der Almohaden, angelegten Festung steht, die nach der Eroberung Sevillas 1248 durch Ferdinand III., König von Kastilien und León, dem Orden von San Jorge de Alfama übergeben wurde, von dem das Museum seinen Namen ableitet. Zeitweise war das Castillo de San Jorge Sitz des ersten Tribunals der Spanischen Inquisition. Nach seinem Verfall wurde es Marktplatz. Für den Bau der Brücke wurde ein Teil des Geländes des Castillo de San Jorge verwendet.
Gegenüber der Kapelle steht das Gebäude der Bar Faro de Triana. Es war das Stationsgebäude der Compania Sanlúcar-Mar, die ab 1924 einen Linienverkehr mit zwei Raddampfern  zwischen Sevilla und Sanlúcar de Barrameda betrieb.

## Geschichte
Die erste 1171 eröffnete Schiffbrücke über den Guadalquivir in Sevilla legte Kalif Abu Yaqub Yusuf I. zusammen mit der Festung an. Sie wurde über die folgenden Jahrhunderte immer wieder erneuert. Wegen der Breite des Flusses, den schwierigen Bodenverhältnissen und den häufigen Hochwasserfluten wagte man erst im 19. Jahrhundert den Bau einer festen Brücke.
1844 unterbreiteten die beiden französischen Ingenieure Ferdinand Bernardet und Gustave Steinacher der Stadt mehrere Projekte, aus denen schließlich eine Brücke gewählt wurde, die fast eine Kopie der Pont du Carrousel war (und für die Lizenzgebühren an Antoine-Rémy Polonceau bezahlt wurden). Die vorgesehenen Bögen waren weit und hoch genug, um die damaligen Schiffe (mit umgelegtem Kamin) und auch die Hochwasserfluten passieren zu lassen. Der Bau der Brücke begann 1848, sie wurde im Februar 1852 eröffnet.
Abgesehen von zahlreichen laufenden Reparaturen wurde bereits 1918 die Brückentafel erneuert und verbreitert, um dem gestiegenen Verkehr Rechnung zu tragen und Platz für eine Straßenbahn zu gewinnen.
Ab 1950 führte der weiter zunehmende Verkehr zu erheblichen Bedenken über die Stabilität der Brücke. Die seit 1964 veröffentlichten Pläne, die Brücke durch einen Neubau zu ersetzen, wurden aber in der Bevölkerung wegen des Aussehens abgelehnt.
Bei einer Prozession während der Semana Santa von 1974 spürten die Teilnehmer auf der Brücke starke Vibrationen, was zu einer Panik führte. Die Behörden sperrten die Brücke. Aufgrund des Widerstands gegen den Abbruch der Brücke wurde nach einem Projekt von Juan Bataneros die Brückentafel durch eine selbsttragende Plattenbalkenbrücke ersetzt, wobei die Bogenkonstruktion erhalten blieb.
Am 13. April 1976 wurde die Puente Isabel II zum Monumento Histórico Nacional erklärt und am 13. Juni 1977 wurde sie nach dem Umbau wieder eröffnet.
Die Brücke diente als Vorbild für die 1878 in Matanzas auf Kuba errichtete schmiedeeiserne Puente de la Concordia.

## Beschreibung
Die während der Regierung von Isabella II. zwischen 1848 und 1852 erbaute Puente de Isabel II hatte seit ihrer Modernisierung im Jahre 1977 je zwei Kfz-Fahrspuren und beidseitige Gehwege. 2010 wurde je eine Fahrspur in einen breiten Radweg umgewandelt, so dass sie seitdem je eine Kfz-Fahrspur, einen Radweg und einen Gehweg pro Richtung hat.
Die Brücke selbst ist 136,5 m lang bzw. 162 m einschließlich der Widerlager. Ihre drei Öffnungen werden noch von den ursprünglichen eisernen Bögen überspannt, die nach dem Vorbild der 1834 eröffneten Pont du Carrousel in Paris erstellt wurden. Wie die von Antoine-Rémy Polonceau konstruierte Seinebrücke hat sie zwei bis zum Brückendeck reichende steinerne Pfeiler. Die drei Öffnungen werden von flachen Bögen mit Stützweiten von je 43,46 m überspannt. Jeder Bogen hat fünf Bogenträger, die durch Quer- und Diagonalstreben versteift werden. Diese Bogenträger bestehen aus gusseisernen Rohren mit ovalem Querschnitt. Da damals gusseiserne Teile kaum länger als 5 m sein konnten und es wesentlich leichter war, Rohrhälften als gebogene Rohre zu gießen, wurden Abschnitte aus linken und rechten Rohrhälften so versetzt zusammengefügt, dass das Ende eines Abschnitts in der Mitte des Abschnitts der anderen Rohrhälfte liegt. Die Rohrhälften werden durch Schrauben verbunden. Der Hohlraum der Rohre besteht aus mehreren Lagen mit Bitumen getränkter Holzbretter, die verbleibenden Hohlräume wurden mit flüssigem Bitumen vergossen.
Die Zwickel zwischen den Rohrbögen und dem Brückendeck werden durch sechs gusseiserne Ringe mit zur Mitte hin abnehmenden Durchmessern gefüllt. Diese Ringe haben untereinander kurze horizontale Verbindungsprofile, während sie zwischen den Rohrbögen und dem Brückendeck ohne feste Verbindung nach Art einer Rolle eingeklemmt und auf den Kragen der Rohrhälften gelagert sind.
Diese für den damaligen Verkehr mit vergleichsweise leichten Fuhrwerken und Kutschen gebaute Brücke genügte dem seit 1950 zunehmenden Verkehr nicht mehr. Anstelle sie durch einen Neubau zu ersetzen, wurde 1977 nur das Brückendeck durch eine stählerne Plattenbalkenkonstruktion mit zwei 2,5 m breiten und 1,43 m hohen Hohlkästen und einer orthotropen Platte ersetzt und verbreitert. Da dieses Brückendeck nur auf den durch Betoninjektionen verstärkten Pfeilern, aber nicht mehr auf der Bogenkonstruktion aufliegt, haben die  ursprünglichen Bögen seitdem keine tragende Funktion mehr. Abgesehen davon, dass die Brückentafel nun seitlich über die Bögen auskragt, ist die Modernisierung bei oberflächlicher Betrachtung kaum erkennbar, das Aussehen der Brücke hat sich kaum verändert.